# Верховный тайный совет
Верхо́вный та́йный сове́т — высшее совещательное государственное учреждение Российской империи в 1726—1730 годах в составе 6-8 человек. Создан императрицей Екатериной I как совещательный орган, решал важнейшие государственные вопросы. Ключевую позицию в Совете изначально занимал Александр Меншиков, а после его опалы (в 1727 году) — князья Долгоруковы и Голицыны.

## Создание Совета
Вступление на престол Екатерины I после смерти Петра I вызвало необходимость такого учреждения, которое могло бы разъяснять императрице положение дел в государстве и его окружении и руководить направлением деятельности правительства, к чему Екатерина не имела интереса. Таким учреждением стал Верховный тайный совет.
Указ об учреждении Совета издан в феврале 1726 года. Членами его были назначены:
- генерал-фельдмаршал светлейший князь Александр Данилович Меншиков,
- генерал-адмирал граф Фёдор Матвеевич Апраксин,
- государственный канцлер граф Гавриил Иванович Головкин,
- граф Пётр Андреевич Толстой,
- князь Дмитрий Михайлович Голицын
- барон Андрей Иванович Остерман.
- через месяц в число членов Верховного тайного совета был включён зять императрицы, герцог Карл Фридрих Голштинский, на радение которого, как официально было заявлено императрицей, «мы вполне положиться можем».

Таким образом, Верховный тайный совет первоначально был составлен почти исключительно из «птенцов гнезда Петрова».
- Участники Верховного тайного совета к марту 1726 г.
- А. Д. Меншиков
- Ф. М. Апраксин
- Г. И. Головкин
- П. А. Толстой
- Д. М. Голицын
- А. И. Остерман
- К. Ф. Гольштейн-Готторп

От имени Екатерины I созывал Верховный тайный совет кабинет-секретарь А. В. Макаров. Канцелярией учреждения ведал тайный советник В. В. Степанов.

Однако уже в 1727 году при Екатерине I граф П. А. Толстой был вытеснен А. Д. Меншиковым; в том же году, но при Петре II сам Меншиков очутился в ссылке. В 1728 году умер граф Ф. М. Апраксин; герцог Голштинский после смерти императрицы перестал бывать в Совете и вскоре уехал в Киль. Из первоначальных членов Совета остались трое — Д. М. Голицын, Г. И. Головкин и А. И. Остерман. В Верховный тайный совет вошли А. Г. и В. Л. Долгоруковы, а в 1730 году, при воцарении Анны Иоанновны, — М. М. Голицын и В. В. Долгоруков.
- Участники Верховного тайного совета к 1730 г.
- Г. И. Головкин
- Д. М. Голицын
- А. И. Остерман
- А. Г. Долгоруков
- В. Л. Долгоруков
- М. М. Голицын
- В. В. Долгоруков

Совету подчинили Сенат и коллегии. Сенат, который стал именоваться «Высоким» (а не «Правительствующим») сначала был принижен до такой степени, что решено было посылать ему указы не только из Совета, но даже из прежде равного ему Святейшего Синода. У Сената отняли титул правительствующего, а потом думали отнять этот титул и у Синода. Сначала Сенат титуловали «высокоповеренный», а потом просто «высокий».
При Меншикове Совет старался упрочить за собой правительственную власть; министры, как называли членов Совета, и сенаторы присягали императрице или регламентам Верховного тайного совета. Воспрещалось исполнять указы, не подписанные императрицей и Советом.
По завещанию Екатерины I, Совету на время малолетства Петра II предоставлялась власть, равная власти государя; только в вопросе о порядке престолонаследия Совет не мог делать перемен. Но последний пункт завещания Екатерины I не мог быть соблюдён, поскольку император Пётр II внезапно умер, что стало поводом для избрания на престол Анны Иоанновны как ближней родственницы императора Петра I.

## «Затейка верховников» и «Кондиции»
В 1730 году, по смерти Петра II, из восьми членов Совета половину составляли Долгоруковы (князья Василий Лукич, Иван Алексеевич, Василий Владимирович и Алексей Григорьевич), которых поддерживали братья Голицыны (Дмитрий и Михаил Михайловичи). Дмитрием Голицыным был составлен проект конституции.
Против планов Долгоруковых, однако, выступила часть российского дворянства, а также члены Верховного тайного совета Остерман и Головкин.
Отвергнув замужнюю старшую дочь царя Иоанна Алексеевича, Екатерину, 8 членов Совета выбрали на царство к 8 часам утра 19 (30) января его младшую дочь Анну Иоанновну, которая уже 19 лет жила в Курляндии и не имела в России фаворитов и партий, а значит, устроила всех. Анна казалась вельможам послушной и управляемой, не склонной к деспотизму.
Пользуясь ситуацией, верховники решили ограничить самодержавную власть, потребовав от Анны подписания определённых условий, так называемых «Кондиций». Согласно «Кондициям» реальная власть в России переходила к Верховному тайному совету, а роль монарха впервые сводилась к представительским функциям.
28 января (8 февраля) 1730 года Анна подписала «Кондиции», согласно которым без Верховного тайного совета она не могла объявлять войну или заключать мир, вводить новые подати и налоги, расходовать казну по своему усмотрению, производить в чины выше полковника, жаловать вотчины, без суда лишать дворянина жизни и имущества, вступать в брак, назначать наследника престола.

15 (26) февраля 1730 года Анна Иоанновна торжественно въехала в Москву, где войска и высшие чины государства в Успенском соборе присягнули государыне. В новой по форме присяге некоторые прежние выражения, означавшие самодержавие, были исключены, однако не было и выражений, которые бы означали новую форму правления, и, главное, не было упомянуто о правах Верховного тайного совета и о подтверждённых императрицей условиях. Перемена состояла в том, что присягали государыне и отечеству. 
Борьба двух партий по отношению к новому государственному устройству продолжилась. Верховники стремились убедить Анну подтвердить их новые полномочия. Сторонники самодержавия (А. И. Остерман, Феофан Прокопович, П. И. Ягужинский, А. Д. Кантемир) и широкие круги дворянства желали пересмотра подписанных в Митаве «Кондиций». Брожение происходило прежде всего от недовольства усилением узкой группы членов Верховного тайного совета.
25 февраля (8 марта) 1730 года большая группа дворянства (по разным сведениям от 150 до 800), в числе которых было много гвардейских офицеров, явилась во дворец и подала челобитную Анне Иоанновне. В челобитной выражалась просьба императрице совместно с дворянством заново рассмотреть форму правления, которая была бы угодна всему народу. Анна колебалась, но её сестра Екатерина Иоанновна решительно заставила императрицу подписать челобитную. Представители дворянства недолго совещались и в 4 часа дня подали новую челобитную, в которой просили императрицу принять полное самодержавие, а пункты «Кондиций» уничтожить.
Когда Анна спросила одобрения у растерянных верховников на новые условия, те лишь согласно кивнули головами. Как замечает современник: «Счастье их, что они тогда не двинулись с места; если бы они показали хоть малейшее неодобрение приговору шляхетства, гвардейцы побросали бы их за окно».
Опираясь на поддержку гвардии, а также среднего и мелкого дворянства, Анна публично разорвала «Кондиции» и своё письмо об их принятии.
Уже 1 (12) марта 1730 года народ вторично принёс присягу императрице Анне Иоанновне на условиях полного самодержавия.
Манифестом от 4 (15) марта 1730 года Верховный тайный совет был упразднён.

## Судьба членов Совета
Судьбы членов Верховного тайного совета сложились по-разному:
Михаил Голицын был отправлен в отставку и почти сразу же умер, его брат и трое из четверых Долгоруковых были казнены в годы правления Анны Иоанновны. Репрессии пережил лишь Василий Владимирович Долгоруков, при Елизавете Петровне возвращённый из ссылки и назначенный главой военной коллегии.
Головкин и Остерман в годы царствования Анны Иоанновны занимали важнейшие государственные посты. Остерман в 1740—1741 годах ненадолго стал фактическим правителем страны, однако после очередного дворцового переворота был сослан в Берёзов, где и умер.